# جان نورتون (بازیکن واتر پلو)
جان نورتون (انگلیسی: John Bayes Norton؛ ۲۷ نوامبر ۱۸۹۹ – ۲۴ نوامبر ۱۹۸۷) بازیکن واترپلو اهل ایالات متحده آمریکا بود.
وی در مسابقات کشوری و بین‌المللی در مجموع برندهٔ ۱ مدال برنز شده‌است.